# Рождественно (городской округ Шаховская)
Рождественно — деревня в городском округе Шаховская Московской области.

## Население
| 1859 | 1926 | 2002 | 2006 | 2010 |
| ---- | ---- | ---- | ---- | ---- |
| 237  | ↗271 | ↘25  | ↘9   | ↗27  |

## География
Деревня расположена в юго-восточной части округа, примерно в 13 км к юго-востоку от райцентра Шаховская, в излучине левого берега реки Рузы, высота центра над уровнем моря 241 м. Ближайшие населённые пункты — Ивановское на западе, Городище на юго-западе, Неданово на востоке и Татаринки на северо-востоке.
В деревне 7 улиц и 11 проездов.
В полукилометре от деревни расположена автобусная остановка.

## Исторические сведения
В 1769 году Рожествина — деревня Рахова стана Волоколамского уезда Московской губернии, владение Коллегии экономии, ранее Левкиева монастыря. К владению относилось 201 десятина 1208 саженей пашни, 20 десятин 120 саженей перелога и мелкой лесной поросли, 143 десятины 800 саженей леса, 82 десятины 120 саженей сенного покоса. В деревне 57 душ.
В середине XIX века деревня Рождествино относилась к 1-му стану Волоколамского уезда и принадлежала Департаменту государственных имуществ. В деревне было 24 двора, 138 душ мужского пола и 150 душ женского.
В «Списке населённых мест» 1862 года — казённая деревня 1-го стана Волоколамского уезда Московской губернии по правую сторону Московского тракта, шедшего от границы Зубцовского уезда на город Волоколамск, в 25 верстах от уездного города, при реке Рузе, с 32 дворами и 237 жителями (108 мужчин, 129 женщин).
По данным на 1890 год входила в состав Бухоловской волости Волоколамского уезда, число душ мужского пола составляло 100 человек.
В 1913 году — 54 двора.
По материалам Всесоюзной переписи населения 1926 года Рождественно — центр Рождественского сельсовета Бухоловской волости, проживал 271 человек (113 мужчин, 158 женщин), насчитывалось 58 крестьянских хозяйств, имелась школа.
С 1929 года — населённый пункт в составе Шаховского района Московской области.
1994—2006 гг. — деревня Бухоловского сельского округа Шаховского района.
2006—2015 гг. — деревня сельского поселения Степаньковское Шаховского района.
2015 г. — н. в. — деревня городского округа Шаховская Московской области.